# BMW Championship
Il BMW Championship è un torneo di golf del PGA Tour. Nato nel 2007 prendendo il posto del Western Open, dal 2019 è il secondo evento della FedEx Cup e si tiene la settimana successiva al The Northern Trust.

## Formato
Al torneo prendono parte i primi 70 giocatori della classifica a punti della FedEx Cup, in base ai risultati del The Northern Trust; al termine del torneo, i primi 30 giocatori di questa classifica accedono all'ultimo torneo dei playoff, il Tour Championship, mantenendo solo i punti conquistati nel BMW Championship (reset points). Per via del numero limitato di partecipanti, non è previsto il taglio.
La sede del torneo non è stabile: si è tenuto in nove occasioni nell'Illinois, due volte in Indiana e una volta in Colorado, Missouri e Pennsylvania.

## Vincitori
| Anno | Vincitore           | Nazione          | Punteggio | Differenza dal par | Margine di vittoria | Secondo classificato               | Impianto                     | Città                           | Montepremi ($) | Premio del vincitore ($) |
| ---- | ------------------- | ---------------- | --------- | ------------------ | ------------------- | ---------------------------------- | ---------------------------- | ------------------------------- | -------------- | ------------------------ |
| 2023 | Viktor Hovland      | Norvegia         | 263       | -17                | 2 colpi             | Matt Fitzpatrick Scottie Scheffler | Olympia Fields               | Olympia Fields (Illinois)       | 20.000.000     | 3.600.000                |
| 2022 | Patrick Cantlay (2) | Stati Uniti      | 270       | -14                | 1 colpo             | Scott Stallings                    | -                            | Wilmington (Delaware)           | 15.000.000     | 2.700.000                |
| 2021 | Patrick Cantlay     | Stati Uniti      | 261       | -27                | Playoff             | Bryson DeChambeau                  | Caves Valley Golf Club       | (Maryland)                      | 9.500.000      | 1.710.000                |
| 2020 | Jon Rahm            | Spagna           | 276       | -4                 | Playoff             | Dustin Johnson                     | Olympia Fields Country Club  | Olympia Fields (Illinois)       | 9.500.000      | 1.710.000                |
| 2019 | Justin Thomas       | Stati Uniti      | 263       | -25                | 3 colpi             | Patrick Cantlay                    | Medinah Country Club         | Medinah (Illinois)              | 9.250.000      | 1.665.000                |
| 2018 | Keegan Bradley      | Stati Uniti      | 260       | -20                | Playoff             | Justin Rose                        | Aronimink Golf Club          | Newtown Square (Pennsylvania)   | 9.000.000      | 1.620.000                |
| 2017 | Marc Leishman       | Australia        | 261       | -23                | 5 colpi             | Rickie Fowler Justin Rose          | Conway Farms Golf Club       | Lake Forest (Illinois)          | 8.750.000      | 1.575.000                |
| 2016 | Dustin Johnson (2)  | Stati Uniti      | 265       | -23                | 3 colpi             | Paul Casey                         | Crooked Stick Golf Club      | Carmel (Indiana)                | 8.500.000      | 1.530.000                |
| 2015 | Jason Day           | Australia        | 262       | -22                | 6 colpi             | Daniel Berger                      | Conway Farms Golf Club       | Lake Forest (Illinois)          | 8.250.000      | 1.485.000                |
| 2014 | Billy Horschel      | Stati Uniti      | 266       | -14                | 2 colpi             | Bubba Watson                       | Cherry Hills Country Club    | Cherry Hills Village (Colorado) | 8.000.000      | 1.440.000                |
| 2013 | Zach Johnson        | Stati Uniti      | 268       | -16                | 2 colpi             | Nick Watney                        | Conway Farms Golf Club       | Lake Forest (Illinois)          | 8.000.000      | 1.440.000                |
| 2012 | Rory McIlroy        | Irlanda del Nord | 268       | -20                | 2 colpi             | Phil Mickelson Lee Westwood        | Crooked Stick Golf Club      | Carmel (Indiana)                | 8.000.000      | 1.440.000                |
| 2011 | Justin Rose         | Inghilterra      | 271       | -13                | 2 colpi             | John Senden                        | Cog Hill Golf & Country Club | Lemont (Illinois)               | 8.000.000      | 1.440.000                |
| 2010 | Dustin Johnson      | Stati Uniti      | 275       | -9                 | 1 colpo             | Paul Casey                         | Cog Hill Golf & Country Club | Lemont (Illinois)               | 7.500.000      | 1.350.000                |
| 2009 | Tiger Woods (2)     | Stati Uniti      | 265       | -19                | 8 colpi             | Jim Furyk Marc Leishman            | Cog Hill Golf & Country Club | Lemont (Illinois)               | 7.500.000      | 1.350.000                |
| 2008 | Camilo Villegas     | Colombia         | 265       | -15                | 2 colpi             | Dudley Hart                        | Bellerive Country Club       | Town and Country (Missouri)     | 7.000.000      | 1.260.000                |
| 2007 | Tiger Woods         | Stati Uniti      | 262       | -22                | 2 colpi             | Aaron Baddeley                     | Cog Hill Golf & Country Club | Lemont (Illinois)               | 7.000.000      | 1.260.000                |